# 斯塔寧
50°16′47″N 24°33′56″E / 50.27972°N 24.56556°E
斯塔寧（烏克蘭語：Станин），是烏克蘭西部的村莊，隸屬利維夫州的舍普季茨基區。該村始建於1475年，面積1.83平方公里，海拔高度224米，2001年人口555，人口密度每平方公里303.28人。